# Graniczna Placówka Kontrolna Słubice
Graniczna Placówka Kontrolna Słubice – pododdział Wojsk Ochrony Pogranicza pełniący służbę na przejściu granicznym z Niemcami Słubice - Frankfurt (drogowe).

## Formowanie i zmiany organizacyjne
W październiku 1945 Naczelny Dowódca WP nakazywał sformować na granicy 51 przejściowych punktów kontrolnych.
W Słubicach powstały dwa przejściowe punkty kontrolne. PPK nr 6 zakwalifikowany był do I kategorii o etacie nr 8/10 , a jego obsada składała się z 33 żołnierzy i 3 pracowników cywilnych. Drugi PPK nr 7 o etacie nr 8/12 w lutym 1946 liczył faktycznie 2 oficerów, 1 podoficer i 6 szeregowców.
Na początku 1946 kolejowy PPK I kategorii przeniesiono do Rzepina, a jesienią 1946 formalnie rozformowano PPK Słubice. 
W 1948 placówka kategorii D w Słubicach przyjęła nazwę Granicznej Placówki Kontrolnej Ochrony Pogranicza nr 8.
W 1948 Graniczna Placówka Kontrolna nr 8 „Słubice” (drogowa) podlegała 10 Brygadzie Ochrony Pogranicza.
Do końca 1954 GPK Słubice pod względem operacyjnym podporządkowane było bezpośrednio pod sztab brygady, a pod względem zaopatrzenia kwatermistrzowskiego przydzielone było do batalionu WOP Słubice. Z dniem 1 stycznia 1955 GPK Słubice podporządkowana została dowódcy batalionu WOP Słubice.

## Ochrona granicy
- 1972 – 18 lutego przedstawiciele organów granicznych i celnych PRL i NRD podpisali protokół o wprowadzeniu wspólnej kontroli granicznej i celnej na przejściach granicznych: Słubice-Frankfurt, Gubin-Wilhelm Pieck-Stad Guben. Postanowienia o wspólnej kontroli granicznej rozciągnięto później na pozostałe przejścia na granicy zachodniej[8].
- 1972 – 25 kwietnia zarządzeniem dowódcy WOP opartym na ustaleniach polsko-enerdowskich dowódcy zachodnich brygad WOP otrzymali polecenie zorganizowania wspólnej z organami NRD kontroli granicznej ruchu rzecznego w miejscowościach Eisenhüttenstadt, Frankfurt nad Odrą, Hohensalten, Widuchowa, Gartz, Gryfino i Mescherin. Organy graniczne sprawowały tam kontrolę ruchu towarowego i pasażerskiego jaki odbywał się między Polską a Niemiecką Republiką Demokratyczną. Wspólną kontrolą objęty został także ruch turystyczny w miejscowościach: Miłów, Kostrzyn, Widuchowa i Gryfino. Poza wspólną kontrolą pozostały jedynie statki towarowe i pasażerskie płynące Odrą w ruchu wewnętrznym każdego państwa[8].

## Wydarzenia
- 13 grudnia 1981–22 lipca 1983 – (stan wojenny w Polsce), po wprowadzeniu ograniczeń w ruchu granicznym część niewykorzystanej kadry GPK przerzucono do strażnic w celu wspomożenia bezpośredniej ochrony granicy. W stan gotowości były postawione pododdziały odwodowe. Wzmocniono kontrolę ruchu jednostek pływających[9].

## Komendanci/dowódcy granicznej placówki kontrolnej
- ppor. Szwacki p.o. (1946–13.09.1946) – dowódca PPK nr 7
- por. Henryk Makowski (do 1948)[10]
- por. Franciszek Zając (1948–był w 1951)[10]
- kpt. Władysław Winiarski[10].